# Albéric de Blanche
Armand-Louis-Paul-Albéric de Mothes de Blanche (né au château de Beurre à Villeneuve-sur-Lot le 24 août 1818, mort à Villeneuve-sur-Lot le 24 février 1854) est un journaliste et écrivain français.

## Biographie
Il étudia au petit séminaire de Mantes, puis, ce dernier ayant été supprimé après la révolution de 1830, à Villeneuve-sur-Lot sous la direction d'Édouard Manec et obtint le
baccalauréat en 1834. Il suivit ensuite des études de lettres et de droit à Toulouse, puis de droit à Paris, jusqu'à sa licence en droit en 1837.
De 1841 à 1851, il écrivit dans L'Univers de Louis Veuillot des chroniques religieuses, une nouvelle (Eusebia), des articles sur l'Espagne et la politique espagnole en pleine époque des guerres carlistes, sur Balmes, sur Donoso Cortés. Il collabora aussi au Correspondant et à L'Université catholique.
Il fut candidat aux élections législatives de 1848 en Lot-et-Garonne, tout en apportant son soutien au général Radoult de La Fosse.
Un portrait d'Albéric de Blanche a été peint par Émile Lafon.

## Œuvres
- Traduction du Protestantisme comparé au catholicisme dans ses rapports avec la civilisation européenne, de Jacques Balmès, Paris, Debecourt puis Sagnier & Bray, 1842-1844.
- La presse religieuse en Espagne, parue dans L'Université catholique en août 1843 (p. 115 à 125) et septembre 1843 (p. 222 à 232).
- Quatre études parues dans Le Correspondant : Du système représentatif et des élections en Espagne (25 octobre 1844), De la réforme constitutionnelle en Espagne (10 décembre 1844), Zumalacarregui (10 août 1846), De l'hérédité royale en Espagne (25 février 1847)
- Vie de saint Stanislas Kostka, lettre d'un frère à ses sœurs, Paris, Vaille, 1845.
- Eusebia, nouvelle, parue en feuilleton dans L'Univers du 20 au 27 novembre 1847, disponible sur Gallica
- Jacques Balmès, sa vie et ses ouvrages, Paris, Sagnier & Bray, Auguste Vaton, 1849.
- Préface de l'ouvrage de Jacques Balmès, L'Art d'arriver au vrai, philosophie pratique, 1850